# Mesodina aeluropis
Mesodina aeluropis är en fjärilsart som beskrevs av Edward Meyrick 1901. Mesodina aeluropis ingår i släktet Mesodina och familjen tjockhuvuden. Inga underarter finns listade i Catalogue of Life.

## Bildgalleri

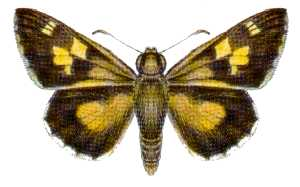